# Brdo
 Ovo je glavno značenje pojma Brdo. Za druga značenja pogledajte Brdo (razdvojba).
Brdo ili grič je uzvisina srednje visine (do 500 m) na površini Zemlje. Obično je prilično okruglog oblika i prekriveno biljkama. Brdo je manje od gore ili planine, ali obično veće od stijene. Obično nisu viša nego što su široka. Brdo može biti dio planine u podnožju.
Ako se brda javljaju skupno, onda to zemljište nazivamo pobrđe.

## Nastanak
Brda mogu nastati:
- erozijom
- kretanjem ledenjaka
- zemljotresom i drugim geološkim aktivnostima
- vulkanizmom
- udarom asteroida ili vulkanskog materijala
- djelovanjem vjetra- ili vegetacije (kao primjerice pješčana dina)
- djelovanjem živih bića (mravi, termiti)
- ljudskim radom, kao primjerice: smetlišta i naselja, koja su tijekom tisuće godina sagrađena na ostacima starih naseobina.